# Santa Maria de Sardoura
Santa Maria de Sardoura ist eine Gemeinde im Norden Portugals.
Santa Maria de Sardoura gehört zum Kreis Castelo de Paiva im Distrikt Aveiro, besitzt eine Fläche von 10,1 km² und hat 2274 Einwohner (Stand 19. April 2021). Der Ort wurde am 1. Juli 2003 zur Vila (dt.: Kleinstadt) erhoben.